# مارتن كاي
مارتن كاي (بالإنجليزية: Martin Kay)‏ هو عالم حاسوب بريطاني، ولد في 1935 في Edgware ‏ في المملكة المتحدة.